# Hnutie poľnohospodárov Slovenskej republiky
Hnutie poľnohospodárov Slovenskej republiky (česky Hnutí zemědělců Slovenské republiky, zkratka HP SR) byla politická strana působící na Slovensku v 90. letech 20. století. Předsedou hnutí byl Jozef Klein.

## Historie
Strana se dostala do parlamentu po parlamentních volbách v roce 1994 zásluhou předchozího vytvoření předvolební koalice s názvem Společná volba. Tuto koalici tvořily čtyři politické strany levicové orientace: Strana demokratické levice, Sociálnědemokratická strana Slovenska, Strana zelených na Slovensku a právě Hnutí zemědělců Slovenské republiky. Koalice ve volbách získala 10,41% hlasů, což bylo jen velmi těsně nad hranicí 10% hlasů, potřebných pro vstup do parlamentu pro koalici tvořenou čtyřmi politickými stranami. HP SR se po vytvoření koaliční vlády v čele s Vladimírem Mečiarem stalo opoziční politickou stranou.
Koalice Společná volba se během volebního období rozpadla. V listopadu 1997 HP SR zaniklo sloučením s Rolnickou stranou Slovenska a následným vytvořením nové politické strany pod názvem Nová agrární strana. Předsedou tohoto nového politického subjektu se stal předseda RSS Pavel Delinga.